# 9M133 코넷

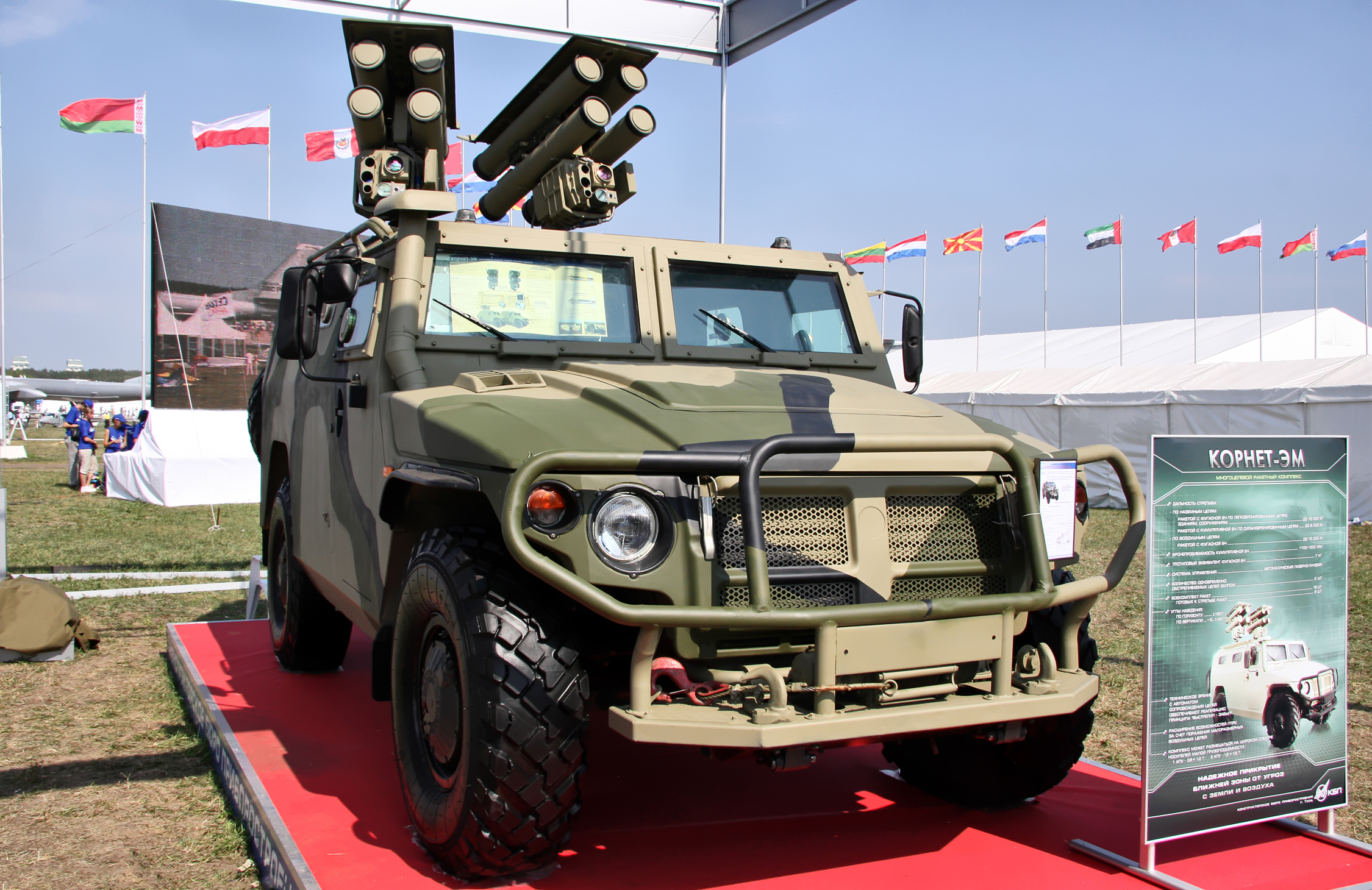
2011년 모스크바 에어쇼에 전시된 코넷-EM, 수천만원짜리 짚차에 사거리 10 km 코넷 대전차 미사일 8발을 장착했다. 수십억원짜리 세계 최신형 전차의 주포 사거리는 3 km 정도 밖에 하지 않는다.

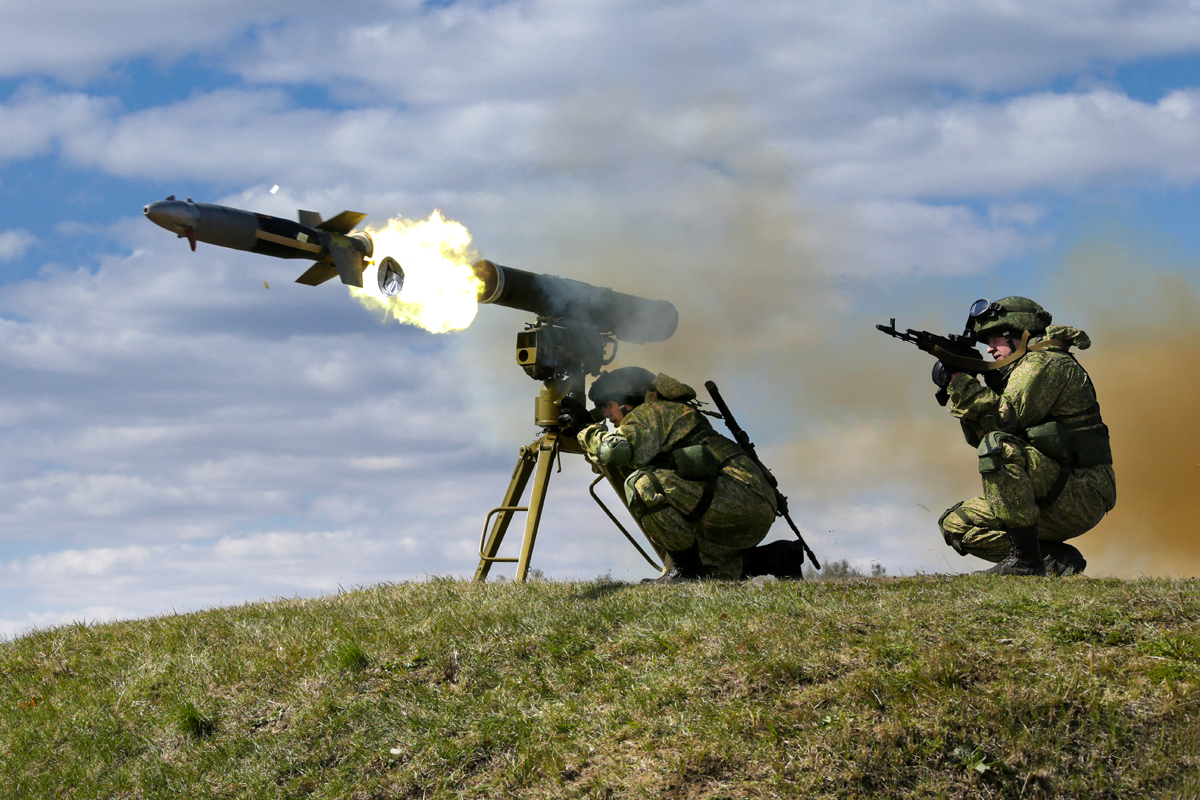
레이저 유도 휴대용 코넷

코넷 미사일은 1994년 개발된 러시아의 대전차 미사일이다. 나토명은 AT-14 스프리건이다.

## 역사
러시아 육군에 1998년부터 실전배치가 시작되었다. 2009년 현재 35,000발이 생산되었다. 일반적으로 러시아제 대전차 미사일의 수명은 10년이라고 알려져 있다.
2003년 이라크 전쟁 당시, 이라크 육군의 특수부대는 코넷 대전차 미사일로 미군 차량을 공격했다. 개전 첫 주에, 최소한 2대의 M1 에이브람스 탱크와, 1대의 M2 브레들리 장갑차가 파괴되었다.
2014년 이라크 육군의 M1A1 에이브럼스 탱크가 5번 관통 파괴되었다. 일부는 코넷 미사일 공격이었다. 2014년 9월, 이라크 육군은 이슬람 국가의 차량에 최초로 코넷 대전차 미사일을 발사했다. 이라크군은 이슬람 국가 차량 5대를 파괴했다고 주장했다. 이라크 육군 3개 대대가 코넷 대전차 미사일 훈련을 받았다.
이란과 주적 관계인 사우디아라비아 둘 다 코넷 대전차 미사일을 국내생산 중이다.
2세대+ 반자동 대전차유도탄인 SACLOS 레이저 유도 방식이다. 아파치 헬기의 헬파이어 미사일 처럼, 목표물에 명중할 때까지, 계속 레이저로 조준을 해야만 한다. 러시아에는 서방과 같은 파이어 앤 포겟이 되는 3세대 자동 대전차유도탄이 없다.
- 2세대 반자동 대전차유도탄, SACLOS 유선 유도
- 2세대+ 반자동 대전차유도탄, SACLOS 레이저 유도

## 파생형
| [ 1 ]              | 9M133-1 (코넷/코넷-E)                                                           | 9M133M-2 (코넷-M/코넷-EM)                                                       | 9M133F-1 (코넷/코넷-E)                   | 9M133F-2 (코넷-M/코넷-EM)                | 9M133F-3 (코넷-M/코넷-EM)               |
| ------------------ | ------------------------------------------------------------------------------- | ------------------------------------------------------------------------------- | ---------------------------------------- | ---------------------------------------- | --------------------------------------- |
| 직경               | 160 mm body / 460 mm wingspan                                                   | 160 mm body / 460 mm wingspan                                                   | 160 mm body / 460 mm wingspan            | 160 mm body / 460 mm wingspan            | 160 mm body / 460 mm wingspan           |
| 길이               | 1.1 m missile / 1.21 m tube                                                     | 1.1 m missile / 1.21 m tube                                                     | 1.1 m missile / 1.21 m tube              | 1.1 m missile / 1.21 m tube              | 1.1 m missile / 1.21 m tube             |
| 무게 (발사관 포함) | 29 kg (64 lb)                                                                   | 31 kg (68 lb)                                                                   | 29 kg (64 lb)                            | 31 kg (68 lb)                            | 33 kg (73 lb)                           |
| 속도               | >250 m/s                                                                        | 300 m/s                                                                         | >250 m/s                                 | 300 m/s                                  | 320 m/s                                 |
| 사거리 (주간)      | 100–5,500 m                                                                     | 150–8,000 m                                                                     | 100–5,500 m                              | 150–8,000 m                              | 150–10,000 m                            |
| 탄두               | 152 mm tandem HEAT 1,000–1,200 mm RHA penetration after ERA 3–3.5 m of concrete | 152 mm tandem HEAT 1,100–1,300 mm RHA penetration after ERA 3–3.5 m of concrete | Thermobaric 10 kg (22 lb) TNT equivalent | Thermobaric 10 kg (22 lb) TNT equivalent | Thermobaric 7 kg (15 lb) TNT equivalent |

## 대한민국
불곰사업으로 한국이 수입한 메티스엠이 AT-13이고, 코넷은 AT-14이다. 불곰사업으로 한국은 70대의 BMP-3 장갑차를 수입했는데, BMP-3 장갑차에는 코넷 미사일을 장착한 버전이 있다. 한국이 그 버전을 수입하지는 않았다.
레이저 유도 코넷 대전차 미사일의 사거리는 10 km로서, 한국 육군 아파치 헬기에 장착된 레이저 유도 헬파이어 미사일 사거리 8 km 보다 길다.

## 이스라엘
이스라엘의 적대세력인 하마스와 헤즈볼라가 상당량의 코넷 미사일을 수입했다. 2006년 이스라엘-레바논 전쟁에서 이스라엘측이 상당한 피해를 입었다.
- 헬파이어 미사일 -  미국, 록히드 마틴, 1972년, 레이저유도, 무게 50 kg, 사거리 8 km
- 코넷 미사일 -  러시아, 1994년, 레이저유도, 무게 27 kg, 사거리 10 km, 탄두중량 10 kg, 관통능력 1200 mm

## 북한
2009년에는 북한이 미사일을 인수 한 것으로 알려졌다. 시리아는 리버스 엔지니어링을 위한 사례와 돈을 제공했다. 시리아는 원래의 것보다 훨씬 저렴한 비용으로 동등한 미사일을 사기 위해 그것을 했다.
미사일은 2013년에 행진했다.
2016년 2월 27일, 김정은 위원장이 9M133 코넷의 국내생산 버전인 불새-3 휴대용 레이저 유도 대전차 미사일 시험발사를 참관했다. 유선유도인 9K111 파곳(불새-2) 보다 훨씬 발전된 모델이다. 그러나, 아직 대량생산이 완료되어 실전배치가 완료된 주력 모델은 불새-2로 추정된다.
2017년 1월 24일, 이스라엘의 군사전문 매체인 데브카파일은 복수의 정보 소식통을 인용해 "지난 3 주 동안 북한의 대전차 미사일 불새-2 배송화물이 리비아로부터 시나이반도와 새로운 땅굴을 통해 가자지구 내 하마스 손에 들어갔다"고 보도했다. 사거리 2.5km인 불새-2는 북한이 러시아제 대전차 미사일 9K111 파곳을 복제 혹은 개량한 것으로, 유선 유도 형태이다. 하마스가 지금까지 사들인 북한산 불새-2는 1500여 대로 추정된다고 데브카파일은 추정했다.
2018년 구구절 열병식에서, 불새-3 차량이 공개되었다. 열병식에서는 바퀴가 6개인 소형 장갑차에 방패 모양의 덮개를 씌운 신형 대전차로 로켓으로 추정되는 무기가 새로 등장했다. 이 대전차 로켓은 북한이 수출용으로 개발한 '불새-2'를 자동사격통제형으로 개량한 '불새-3'으로 추정된다. 사거리 2.5km인 불새-2는 북한이 러시아제 대전차 미사일(9K111, 9K111-1)을 복제 또는 개량해 만든 것이다. 신종우 한국국방안보포럼(KODEF) 선임분석관은 "새로운 대전차 미사일(로켓)은 8연발의 불새-3을 장갑차에 장착한 것으로 보인다"고 말했다.
북한은 러시아 대전차 미사일을 베껴서 만든 '불새'를 운용하고 있는데, 불새 1부터 불새 4까지 개량을 거듭해 왔다. 그러나 불새-4에 대한 정보는 잘 검색되지 않고 있다.

## 사용국가

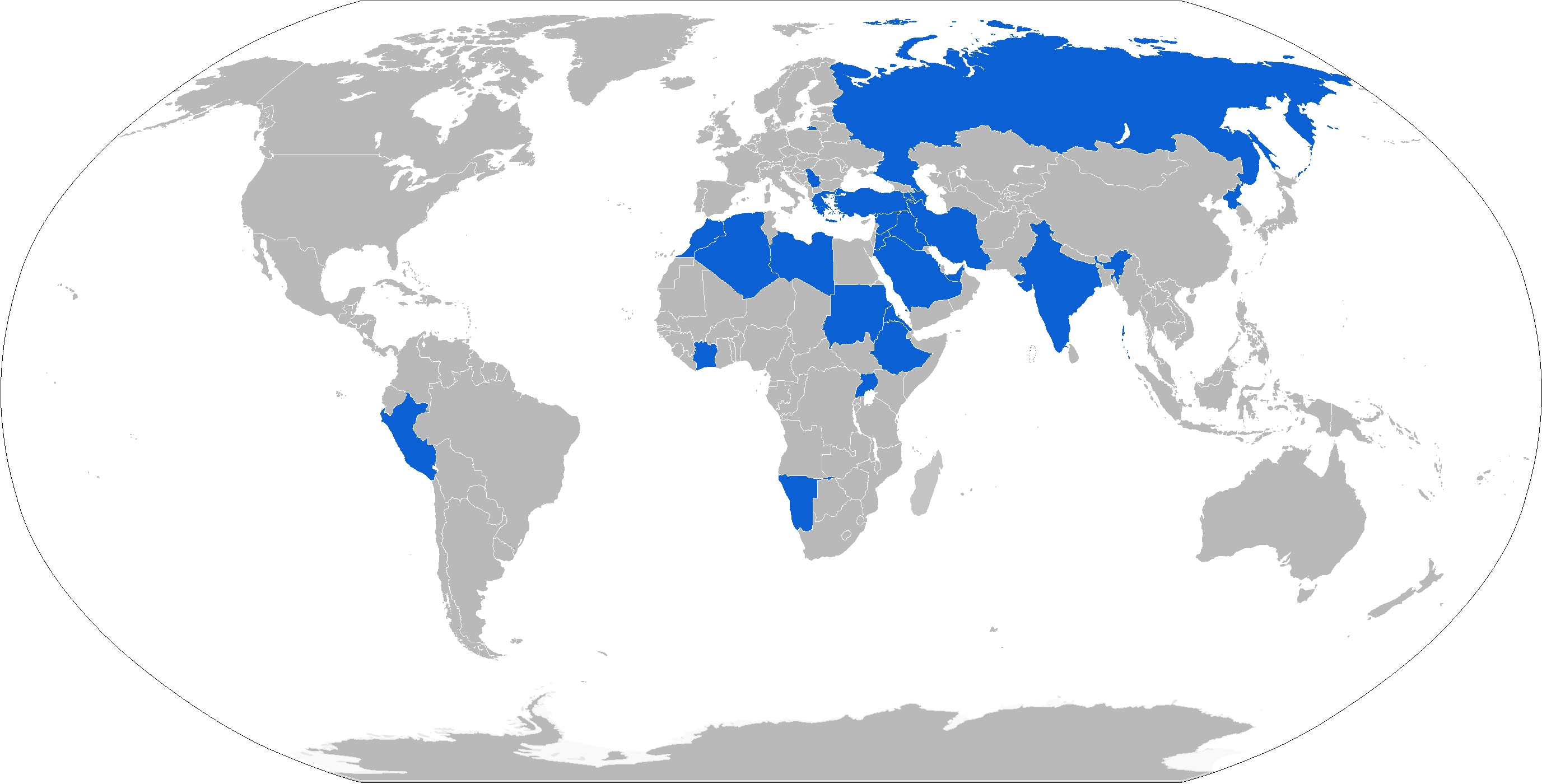
코넷 미사일 사용국가

- 알제리 - 2006년 3000발 주문
- 아르메니아 - 2013년에 발사대 50개, 미사일 200발을 인도받음
- 아제르바이잔
- 바레인
- 에티오피아
- 그리스 - 2008년 현재 발사대 196개, 미사일 1100발 이상 실전배치. 모두 험비에 장착
- 인도 - 2003-2006년, 발사대 250개, 미사일 3000발 인도받음
- 이란 - 라이센스 국내생산
- 이라크
- 요르단 - 발사대 200개, 미사일 2000발
- 쿠웨이트
- 리비아
- 모로코
- 나미비아
- 조선민주주의인민공화국 - 불새-3
- 페루 - 2008년 2400만 달러에 발사대 24개, 미사일 288발 계약. 2010년 1월 인도완료
- 카타르
- 러시아
- 사우디아라비아 - 라이센스 국내생산
- 수단
- 시리아
- 튀르키예 - 발사대 80개, 미사일 800발
- 아랍에미리트
- 우간다

## 같이 보기
- 흐리잔테마 미사일 - 2005년 개발된 최신형 대전차 미사일로, 헬기 요격까지 된다.